# Artem Smyrnov
Artem Vitalijovyč Smyrnov (in ucraino Артем Віталійович Смирнов?; Kiev, 2 febbraio 1988) è un tennista ucraino.
Raggiunge il suo best ranking in singolare il 14 settembre 2009 con la 321ª posizione; mentre nel doppio divenne, il 23 agosto 2010, il 159º del ranking ATP.
In carriera in singolare, è riuscito a conquistare 7 tornei futures. In doppio, ha ottenuto la vittoria finale in un torneo challenger e 13 futures.
Dal 2007 al 2008 ha fatto parte della squadra ucraina di Coppa Davis con un record di 2 vittorie e 2 sconfitte.

## Statistiche

### Singolare

#### Vittorie (0)
| Legenda                   |
| Grande Slam (0)           |
| ATP World Tour Finals (0) |
| ATP Masters 1000 (0)      |
| ATP World Tour 500 (0)    |
| ATP World Tour 250 (0)    |
| Challengers (0)           |
| Futures (7)               |

| Numero | Data             | Torneo                     | Superficie  | Avversario in finale | Punteggio |
| 1.     | 15 luglio 2007   | Romania F11 2007, Bucarest | Terra rossa | Augustin Gensse      | 6-4, 6-4  |
| 2.     | 4 novembre 2007  | Brazil F20 2007, Itu       | Terra rossa | Daniel Silva         | 6-2, 6-4  |
| 3.     | 10 maggio 2009   | Romania F1 2009, Craiova   | Terra rossa | Andrei Mlendea       | 6-3, 6-4  |
| 4.     | 24 maggio 2009   | Romania F3 2009, Pitești   | Terra rossa | Daniel Smethurst     | 6-3, 6-4  |
| 5.     | 19 novembre 2010 | Iran F7 2010, Kish         | Terra rossa | Walter Trusendi      | 6-1, 6-2  |
| 6.     | 16 gennaio 2011  | Turkey F1 2011, Adalia     | Cemento     | Alexandre Renard     | 6-4, 6-3  |
| 7.     | 6 marzo 2011     | Ukraine F1 2011, Čerkasy   | Cemento     | Aleksandr Rumjancev  | 6-3, 6-4  |

### Doppio

#### Vittorie (0)
| Legenda doppio            |
| Grande Slam (0)           |
| ATP World Tour Finals (0) |
| ATP Masters 1000 (0)      |
| ATP World Tour 500 (0)    |
| ATP World Tour 250 (0)    |
| Challengers (1)           |
| Futures (13)              |

| Numero | Data             | Torneo                                 | Superficie  | Compagno              | Avversari in finale                   | Punteggio            |
| 1.     | 6 luglio 2007    | Romania F10 2007, Balș                 | Terra rossa | Vladyslav Klymenko    | Cosmin Cotet Marcel-Ioan Miron        | 2-6, 6-3, 6-4        |
| 2.     | 11 novembre 2007 | Brazil F21 2007, São Bernardo do Campo | Terra rossa | Dmytro Kamynin        | Henrique Pinto-Silva Gabriel Pitta    | 6-1, 6-4             |
| 3.     | 15 giugno 2008   | Ukraine F2 2008, Čerkasy               | Terra rossa | Denys Molčanov        | Il'ja Beljaev Sergej Krotjuk          | 7–6(4), 6-4          |
| 4.     | 22 giugno 2008   | Ukraine F3 2008, Il'ičëvsk             | Terra rossa | Denys Molčanov        | Evgenij Donskoj Viktor Kozin          | 6-4, 6(3)–7, [12-10] |
| 5.     | 23 agosto 2008   | Russia F4 2008, Mosca                  | Terra rossa | Aleksandr Dolhopolov  | Aleksandr Krasnoruckij Denys Molčanov | 6-0, 3-6, [10-8]     |
| 6.     | 21 marzo 2009    | Turkey F1 2009, Adalia                 | Terra rossa | Ivan Anikanov         | Hleb Alekseenko Vadim Alekseenko      | 2-6, 6-1, [11-9]     |
| 7.     | 26 luglio 2009   | Georgia F2 2009, Tbilisi               | Terra rossa | Ivan Anikanov         | Oleksandr Ahafonov Ivan Serheev       | 6-3, 3-6, [10-7]     |
| 8.     | 15 agosto 2009   | Russia F4 2009, Mosca                  | Terra rossa | Ivan Anikanov         | Romano Frantzen James McGee           | 6-3, 6-4             |
| 9.     | 22 agosto 2009   | Russia F5 2009, Mosca                  | Terra rossa | Ivan Anikanov         | Romano Frantzen Alexander Satschko    | 3-6, 6-4, [10-8]     |
| 10.    | 13 marzo 2010    | Turkey F2 2010, Adalia                 | Terra rossa | Stanislav Poplavs'kyj | Thomas Fabbiano Matteo Trevisan       | 6(4)–7, 6-3, [10-6]  |
| 1.     | 20 giugno 2010   | Bytom Open 2010, Bytom                 | Terra rossa | Ivo Klec              | Konstantin Kravčuk Ivan Serheev       | 1-6, 6-3, [10-3]     |
| 11.    | 9 ottobre 2010   | Turkey F10 2010, Adalia                | Cemento     | Robert Varga          | Tomislav Brkić Nikola Ćaćić           | 6-4, 6-4             |
| 12.    | 15 gennaio 2011  | Turkey F1 2011, Adalia                 | Cemento     | Denys Molčanov        | Marin Draganja Dino Marcan            | 6-2, 6-2             |
| 13.    | 11 marzo 2011    | Ukraine F2 2011, Čerkasy               | Cemento     | Stanislav Poplavs'kyj | Ivan Anikanov Sergej Krotjuk          | 7-5, 6-3             |